# Giuseppe Pitrè
Giuseppe Pitré [piˈtre] (Palermo, 22 de diciembre de 1841 — Palermo, 10 de abril de 1916) fue un escritor, antropólogo y literato italiano, conocido por sus indagaciones sobre Sicilia.

## Trayectoria
Como su paisano el abate Giovanni Meli, fue médico y en el ejercicio de su profesión, conoció el mundo de los marineros y agricultores.
Giuseppe Pitré, nacido y muerto en Palermo, es famoso por sus indagaciones sobre Sicilia, y destaca por su inmenso trabajo en el folclore regional.
De hecho, es el más importante recopilador y estudioso de las tradiciones populares. En el caso de Sicilia, su obra monumental es clave para la isla por la riqueza y vastedad de sus informaciones antropológicas.
El escritor palermitano, desde la segunda mitad del siglo XIX, trazó el camino que otros han seguido después, como Salvatore Salomone Marino, Luigi Capuana, y Giovanni Verga, que describieron el mundo de los más humildes.
Destacan entre sus obras: Canti popolari siciliani, los volúmenes de Biblioteca delle tradizioni popolari siciliane, publicados entre 1871 y 1913, con dos vertientes claras, una histórica y otra poética. De ahí nace la creación del Museo Etnografico, con objeto de toda la Sicilia.
En 1894 publicó la Bibliografia delle tradizioni popolari in Italia. Escribió además ensayos sobre Goethe en Palermo, y sobre la Divina Comedia.
Asimismo destacan sus historias sobre Giufà personaje de la tradición popular.

## Libros
- Biblioteca delle tradizioni popolari siciliane, publicado entre 1871 y 1913
- Fiabe, novelle e racconti popolari siciliani e delle parlate siciliane, 1875
- Le storie di Giufà
- Proverbi Siciliani
- Il libro rosso

## Palabras relacionadas
- Museo etnografico siciliano Giuseppe Pitré
- Francesco Paolo Fontini e Giuseppe Pitré